# Mere-Exposure-Effekt
Mit Mere-Exposure-Effekt bezeichnet man in der Psychologie den Befund, dass allein die wiederholte Wahrnehmung einer anfangs neutral beurteilten Sache ihre positivere Bewertung zur Folge hat.
Beispielsweise lässt die Vertrautheit mit einem Menschen diesen attraktiver und sympathischer erscheinen. Der Mere-Exposure-Effekt tritt nicht auf, wenn die Bewertung beim ersten Kontakt negativ ausfiel; in diesem Fall wird durch wiederholte Darbietung die Abneigung stärker.
Der Effekt tritt auch bei unterschwelliger Wahrnehmung auf, das heißt, es spielt keine Rolle, ob sich die Person des Kontakts bewusst ist oder nicht. Aus diesem Grund wird er im deutschen Sprachraum auch als Effekt des bloßen Kontakts bezeichnet.

## Forschung
Erste Untersuchungen in diesem Bereich wurden bereits 1876 von Gustav Fechner und Edward Titchener durchgeführt, welche ein „warmes Glühen“ beschrieben, das in der Nähe von Vertrautem empfunden wird.
Der tatsächliche Begriff des bloßen Kontakts (Mere Exposure) wurde von Robert Zajonc 1968 geprägt. Seine Studienergebnisse zeigen, dass wiederholte Begegnungen mit demselben Reiz das Interesse fördern sowie Vermeidungsreaktionen verringern und wiederholte Exposition letztendlich zu insgesamt positiveren Bewertungen führt. In seinen Untersuchungen fügte er beispielsweise eine Reihe nicht-existierender Wörter auf der Titelseite einer Campuszeitung ein und präsentierte Studienteilnehmenden anschließend eine Liste mit neuen sowie den in der Zeitung inkludierten und somit bekannten Nonsens-Wörtern. Die durch die Titelseite vertrauten Wörter wurden durchwegs positiver bewertet. Seit Einführung des Begriffes konnten Studien das Auftreten des Mere Exposure Effekts für verschiedene Reize (z. B. für Kunstwerke, Musikstücke, aber auch menschliche Gesichter) sowohl in Labor- als auch realen Bedingungen bestätigen.
Laut diverser Untersuchungen (z. B. in Meta-Analysen) erzielt der Mere Exposure Effekt die größte Wirkung bei einer kurzen Präsentation unbekannter Reize, da die Bewertungen mit zunehmender Expositionshäufigkeit zwar anfänglich positiver werden, nach etwa 10 Begegnungen aber wieder einen Abflachungstrend zeigen.
Eine randomisierte Abfolge der Reize führt in der Gewöhnungsphase zu einem stärkeren Mere Exposure Effekt als eine geballte. Darüber hinaus lassen sich in Felduntersuchungen robustere Effekte beobachten als in Laboruntersuchungen. Dies steht im Zusammenhang mit der in naturalistischen Settings eher auftretenden Verzögerung zwischen der Konfrontation mit dem Reiz und der anschließenden Bewertung, die den Mere Exposure Effekt grundsätzlich verstärkt.

## Beispiele
- Je mehr Kontakt Menschen haben (auch zufällig), umso wahrscheinlicher werden sie Freunde.[7] Dies zeigte auch eine Untersuchung von Leon Festinger, Stanley Schachter und Kurt Back (1950) am MIT, die eine Beziehung zwischen der räumlichen Anordnung von Wohnheimzimmern und den Freundschaftsverhältnissen ihrer Bewohner zeigen konnten.
- Im Experiment von Moreland und Beach (1992) nahmen Konfidenten (eingeweihte Helfer des Versuchsleiters) an 0 (Kontrollgruppe) bis 15 Terminen eines Hochschulseminars teil. Anschließend wurde die Attraktivität ihrer Persönlichkeit von den übrigen Seminarteilnehmern bewertet. Es gab einen linearen Zusammenhang zwischen Anzahl der Teilnahmen und Sympathie.[8]
- Werden Hühnereier regelmäßig mit einem bestimmten Ton beschallt, führt dieser Ton bei den geschlüpften Küken zu einer Verminderung von Stress.[9]

## Theoretischer Hintergrund
Zajonc’ eigene Erklärung des Effekts ist evolutionspsychologisch. Er schreibt: „Die Konsequenzen wiederholter Darbietung nutzen dem Organismus in seinen Beziehungen zur unmittelbaren belebten und unbelebten Umwelt. Sie erlauben dem Organismus, zwischen sicheren und gefährlichen Dingen und Biotopen zu unterscheiden, und sie bilden die primitivste Grundlagen für soziale Bindungen. Daher bilden sie die Basis für soziale Organisation und Zusammenhalt – die grundlegenden Quellen psychologischer und sozialer Stabilität.“ In diesem Sinne beruht der Effekt mindestens zum Teil auf dem Erlernen eines Sicherheitsreizes im Sinne der Klassischen Konditionierung.
Außerdem führt Familiarität zu einer erhöhten Reiz-Verarbeitungsflüssigkeit, „Fluency“, d. h. die Verarbeitung wird schneller, leichter und effizienter. Fluide Verarbeitung geht mit positivem Affekt, also einem leicht guten Gefühl einher, was zu einer positiveren Bewertung des häufig verarbeiteten Stimulus zu führen scheint.
Zudem scheint es, dass nicht der Stimulus an sich den Mere-Exposure-Effekt erzeugt, sondern die motorischen Repräsentationen, die mit dem Stimulus mit aktiviert werden.
Mere-Exposure-Effekte werden durch die Art der Darbietung der Stimuli beeinflusst. So erhöht beispielsweise die Anzahl der Darbietungen des Stimulus, die Dauer und die Sequenz den Effekt oder die Positivität der Bewertung.

## Anwendung im Marketing
Kurze mehrmalige Wiederholungen einer Produktwerbung führen mittelfristig zu einer positiveren Wahrnehmung eines Produktes oder einer Dienstleistung durch die Konsumenten. Dies geschieht auch ohne direktes Bewusstsein von Seiten der Konsumierenden, wodurch der Mere Exposure Effekt für Marketingzwecke relevant wird. Da das Hören bekannter Musikstücke mit positiven Emotionen und Erinnerungen im Zusammenhang steht, nutzen Einkaufszentren beispielsweise populäre Lieder, um Einkaufende unbewusst zu verstärktem Kaufverhalten zu motivieren. Als weitere Anwendungsgebiete des Mere Exposure Effekts in der Werbung können die Gameentwicklung und Vermarktung genannt werden. Untersuchungen zeigen, dass Nutzende eher auf Spiele zugreifen, die Aspekte und Inhalte bereits beliebter bzw. vertrauter Spiele oder Filme aufgreifen und verarbeiten. Auch bei Social-Media-Inhalten und Newslettern wird der Mere-Exposure-Effekt bewusst genutzt.
Die Forschung liefert gemischte Ergebnisse zur Effektivität des Mere Exposure Ansatzes bei der Verbesserung der Konsumentenhaltung gegenüber bestimmten Unternehmen und Produkten. Eine Untersuchung des Mere Exposure Effekt anhand von Werbeanzeigen auf Computerbildschirmen zeigte beispielsweise Resultate, welche die Wirksamkeit des bloßen Kontakts im Marketing unterstützen. Studienteilnehmende, die während des Lesens eines Artikels einer am oberen Bildschirmrand aufscheinenden Werbeanzeige ausgesetzt waren, bewerteten diese anschließend positiver als unbekannte Anzeigen.
Andere Studien ergaben dagegen, dass verstärkte Medienpräsenz eines Unternehmens eine Verschlechterung des Rufes zur Folge hat, selbst bei grundsätzlich positiver medialer Berichterstattung. Folgeuntersuchungen erklärten dieses Ergebnis durch eine steigenden Ambivalenz aufgrund der vielfältigen, sowohl positiven als auch negativen, Assoziationen, die mit einem vermehrten Kontakt einhergehen. Insgesamt postulieren Forschende, dass Exposition von Produkten und Unternehmen dann am wirksamsten ist und den stärksten Mere Exposure Effekt mit sich trägt, wenn diese für Konsumierende neu bzw. ungewohnt sind.
Insgesamt spielen Faktoren wie die Art der Werbung, die Frequenz der Exposition und die Relevanz des Produkts für den Konsumenten eine Rolle bei der Wirksamkeit des Mere-Exposure-Effekts. Es zeigt sich somit die Notwendigkeit einer strategischen und differenzierten Anwendung zur Erzielung der gewünschten Effekte, ohne dass die Werbeinhalte als störend oder aufdringlich wahrgenommen werden.

## Anwendung in Theorien zur Partnerwahl
Die Theorie, dass mehrmalige Begegnungen mit einer Person des bevorzugten Geschlechts die Wahrscheinlichkeit erhöht, dass man diese attraktiv findet, ergänzt Ansätze über den Einfluss räumlicher Nähe und den Einfluss von genereller Ähnlichkeit der Interessen. Beides, Nähe und Ähnlichkeit in den Interessen, führt zu vermehrten Begegnungen.